# La muerte juega al ajedrez
La muerte juega al ajedrez (en sueco: Döden spelar schack) es una pintura mural realizada hacia 1480-1490 por el pintor Albertus Pictor, en la iglesia de Taby en Suecia. Una copia del mural se encuentra en las colecciones del Museo de Historia de Suecia en Estocolmo.

## Antecedentes
El artista nació con el nombre de Albrecht Manhusen en la población de Hesse. Se supone que Albrecht fue educado en el sur de Alemania. Es uno de los artistas suecos medievales más importantes del país. Sus obras representan una combinación única de calidad y cantidad. Pintó en 36 iglesias entre Malardalen y Norrbotten. Se destaca por ser el artista más activo en la pintura de iglesias suecas en la segunda mitad del siglo XV. Su pintura se diferencia de la de otros artistas de la misma época por su expresión brillante, la gran amplitud que cubre y la diversidad en la técnica.

## Descripción
Este mural representa a un caballero jugando al ajedrez con la muerte, y está realizado en una de las bóvedas de la parte oeste de la iglesia de Taby. Las figuras están ejecutadas con proporciones anatómicas precisas y su combinación con las vestiduras y armas le da una visión bastante realista. Aunque no es una escena bíblica como las del resto de la iglesia, su representación en la Edad Media utilizada como medio de mensaje moralizante era bastante normal, en este caso se debe reflexionar como las acciones de uno pueden ser castigadas o recompensadas después de la muerte. La escena se complementa con unas cintas, bastante descoloridas, con el texto en sueco de: «Jak spelar tik matt».

## Conservación
A diferencia de la mayoría de los frescos de otras iglesias en Suecia, los de la iglesia de Taby no han terminado blanqueando. En relación con análisis químicos efectuados cuando se realizó una limpieza de las pinturas, el adhesivo utilizada, era en particular la cal pero también caseína y ácido erúcico.

## Europeana 280
En abril de 2016, la pintura La muerte juega al ajedrez fue seleccionada como una de las diez más grandes obras artísticas de Suecia por el proyecto Europeana.